# 스노헤타
스노헤타(노르웨이어: Snøhetta, 노르웨이어 발음: [ˈsnø̀ːˌhɛtːɑ])는 노르웨이 오슬로에 위치한 노르웨이의 건축 회사이다.

## 개요
스노헤타는 1987년 노르웨이 건축가인 셰틸 토르센(Kjetil Trædal Thorsen)과 젊은 건축가 그룹에 의해 설립되었다. 노르웨이의 국립공원인 도브레피엘-순달스피엘라 국립공원에서 가장 높은 해발 2,286m의 스노헤타산의 이름을 따 스모헤타(Snøhetta)라는 이름을 붙였다. 그들은 1989년에 뉴욕의 건축가인 크레이그 다이커스(Craig Dykers)와 함께 알렉산드리아 도서관을 기념하고 대체할 신 알렉산드리아 도서관을 설계했다.

## 수상
스노헤타는 신 알렉산드리아 도서관과 오슬로 오페라 하우스로 세계 건축상을 받았으며 신 알렉산드리아 도서관으로는 아가칸 건축 부문에서도 상을 받았다. 2008년에 완공된 오슬로 오페라 하우스는 미스 반 데르 로에 상(Mies van der Rohe Award), EDRA(환경 디자인 연구 협회) Great Places 상, 유럽 도시 공공 공간상을 받았으며, 2010년엔, 셰틸 토르센의 주도 하에 환경과 관련하여 일관성을 보인 스노헤타의 작품은 대규모 프로젝트와 지역의 소규모 프로젝트로 지속 가능한 건축 부문 글로벌 상을 수상하여 국제적으로도 인정을 받았다.

## 주요 작업

오슬로 오페라 하우스
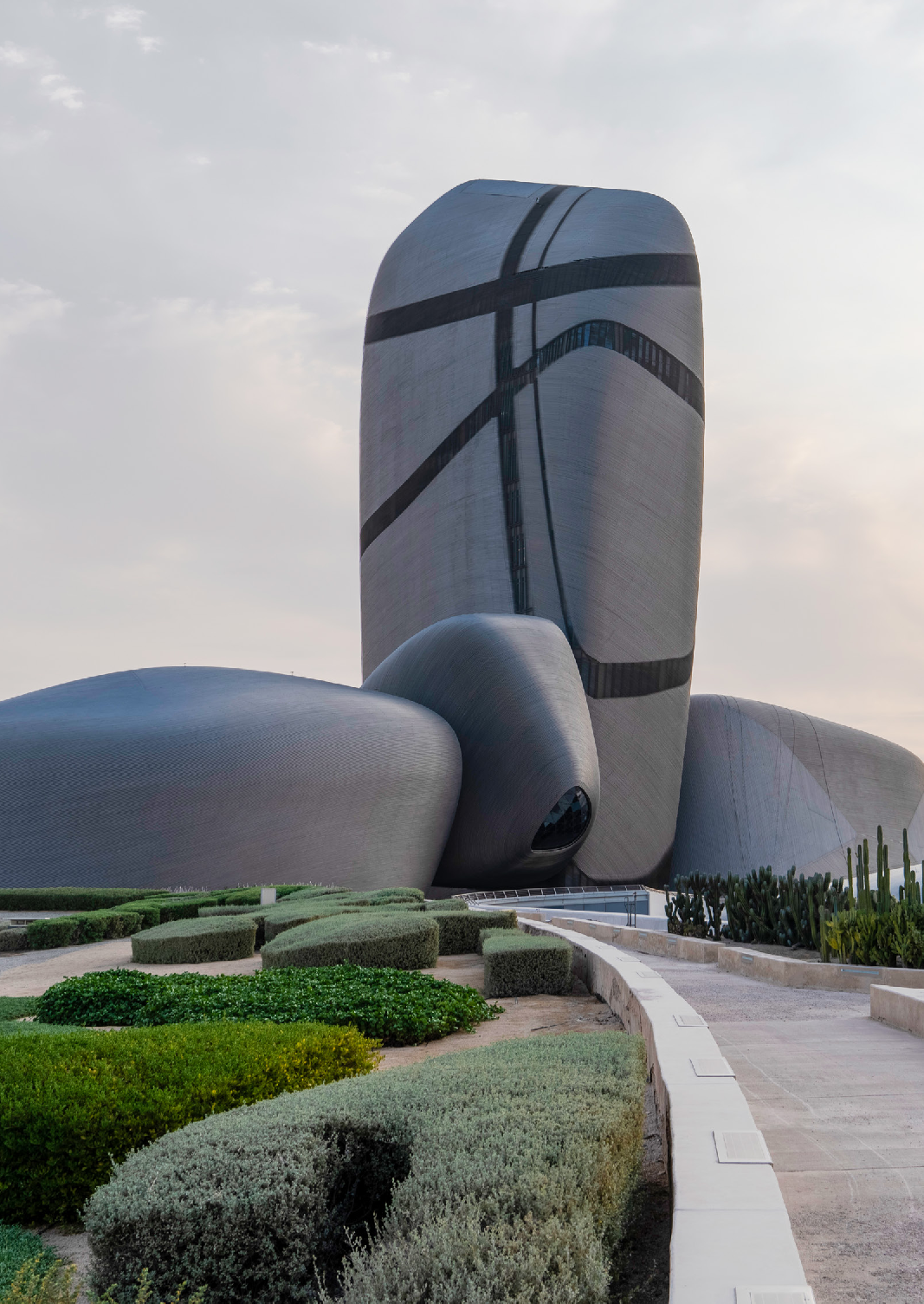
Ithra Center
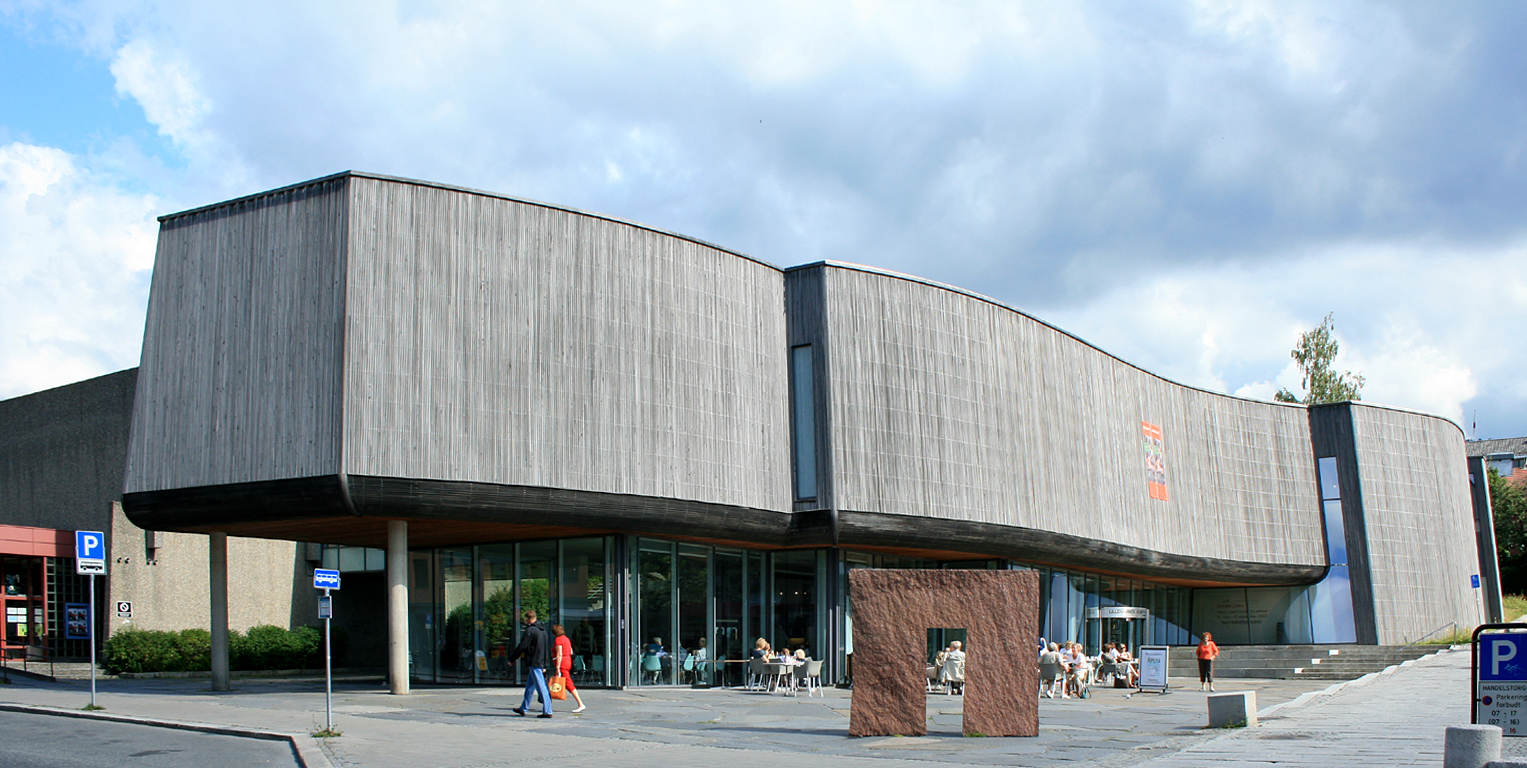
릴레함메르 미술관 신관
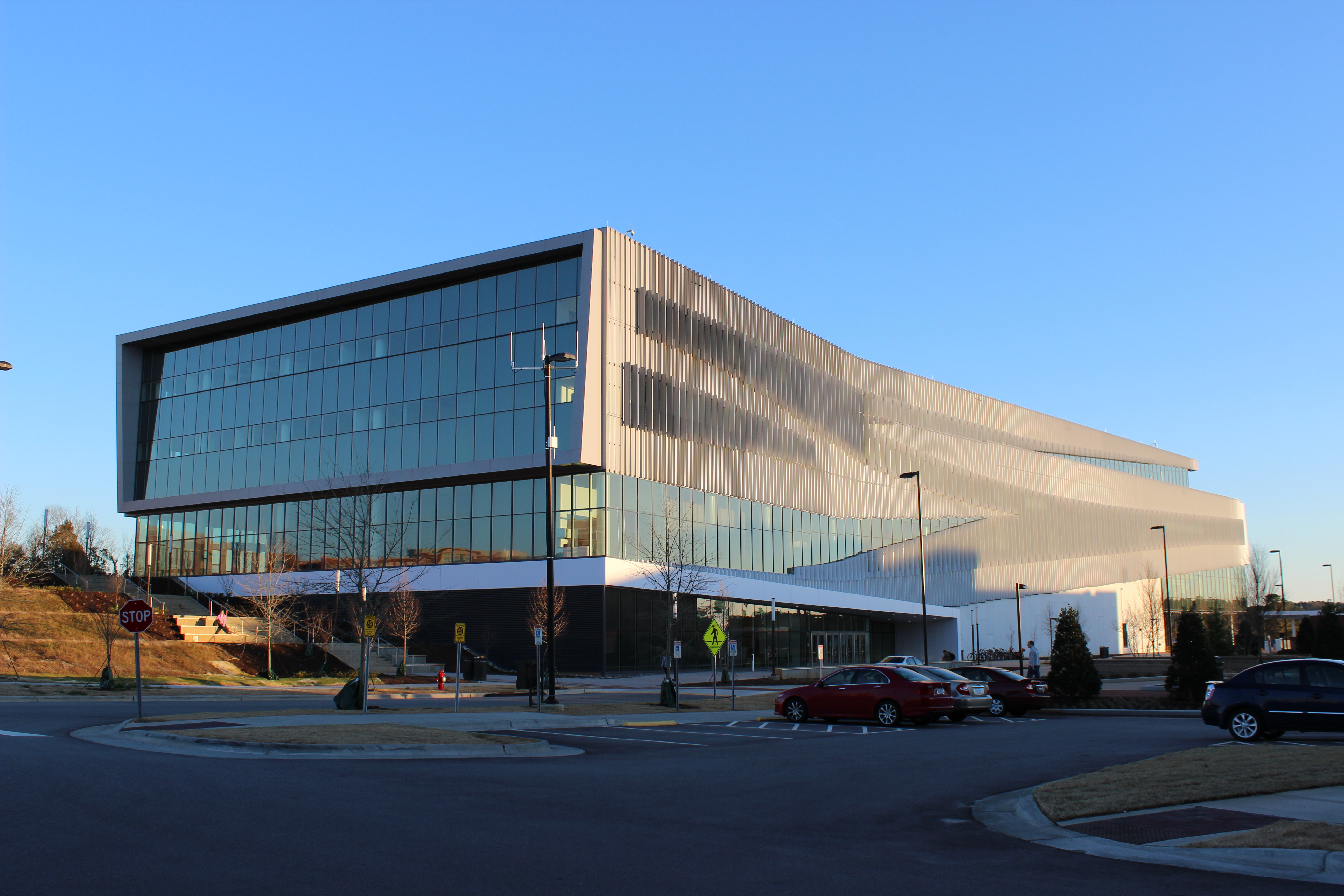
James B. Hunt Jr. Library
Groupe Le Monde
르 몽드 본사

- 토론토 메트로폴리탄 대학교 학생 학습 센터 (2015)[8]
- King Abdulaziz 세계 문화 센터 (Ithra), 다란 (2016)[9]
- 샌프란시스코 현대 미술관 확장 (2016)[10]
- 프랑스 몽티냑의 동굴 예술을 위한 라스코 IV 국제 센터 (2016)[11][12]
- 뉴욕 타임스퀘어 재설계 및 리노베이션 (2017)[13][14]
- 캘거리 중앙 도서관, 캐나다 앨버타 (2018)[15]
- 언더(Under), 노르웨이 린데스네스의 수중 레스토랑 (2019)[16]
- 오하이오 주 볼링그린 주립 대학교 울프 예술 센터[17]
- 블랜턴 미술관[18]
- 조슬린 미술관
- 성박물관, 미국, 뉴욕, 맨해튼 (2024)